# Excelsior Hotel (Taormine)
Pour l’article homonyme, voir Excelsior Hotel Ernst.
L'Excelsior est un hôtel de luxe situé à Taormine, en Sicile (Italie).

## Historique
En 1904, Vincenzo Bottari ouvre à Taormine l'Albergo Internazionale. Construit près de l'ancienne Torre del Tirone, près de l'entrée méridionale de la ville, ce palace qui prend plus tard le nom d'Excelsior arbore une architecture mauresque et s'inspire de la Ca' d'Oro de Venise.
Dans les années 1920, le Grand Hotel est l'un des palaces de la ville avec le Timeo, le San Domenico, le Castellammare et la Villa San Pancrazio. Il change plusieurs fois de propriétaires jusqu'à la famille Ponte de Palerme, qui rénove les bâtiments et réaménagent le parc et les espaces extérieurs. 
À partir des années 1970, l'hôtel accueille régulièrement l'écrivain et poète Renzino Barbera, cousin de l’entrepreneur et dirigeant de football Renzo Barbera.